# Jörg Thierfelder

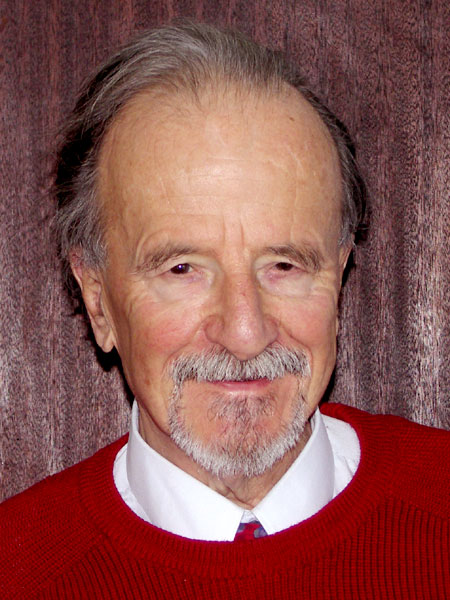
Jörg Thierfelder

Jörg Thierfelder (* 28. Februar 1938 in Stuttgart) ist deutscher Kirchenhistoriker und Religionspädagoge.
Thierfelder ist Pfarrer der württembergischen Landeskirche. Nach Studium der Evangelischen Theologie in Tübingen und Berlin und dem Vikariat wurde er 1968 Studentenpfarrer in Esslingen.
Er promovierte 1973 an der Universität Tübingen bei Klaus Scholder über „Das Kirchliche Einigungswerk des württembergischen Landesbischofs Theophil Wurm“. Von 1968 an war er Assistent, später Dozent und Professor an der Pädagogischen Hochschule Esslingen. Von 1981 bis 2002 war er Professor für Evangelische Theologie und Religionspädagogik an der Pädagogischen Hochschule Heidelberg. 1989 wurde er Dozent am Diakoniewissenschaftlichen Institut der Universität Heidelberg. 1981 wurde er zum Honorarprofessor der Universität Heidelberg berufen. Seine Forschungsschwerpunkte sind Evangelische Kirche in der Zeit des Nationalsozialismus, unter besonderer Berücksichtigung Südwestdeutschlands, sowie das Verhältnis von Juden und Christen im Dritten Reich. Thierfelder ist Mitautor und Herausgeber der Kursbuchreihe Religion. Er lebt in Denkendorf bei Stuttgart.
Jörg Thierfelder ist Korrespondierendes Mitglied der Kommission für geschichtliche Landeskunde in Baden-Württemberg.